# Alexandrovca Nouă, Stînga Nistrului
Alexandrovca Nouă este un sat din cadrul comunei Crasnîi Vinogradari din Unitățile administrativ-teritoriale din stînga Nistrului, Republica Moldova. În 2004 la Afanasievca locuiau 92 de persoane, din care 86 moldoveni, 4 ucraineni și 1 rus.

## Etimologie
Satul a fost denumit prin opoziție onimică cu denumirea satului mai vechi Alexandrovca.